# What’s the 411?
What’s the 411? – debiutancki album amerykańskiej wokalistki Mary J. Blige, wydany 28 lipca 1992 roku. Album promowało 5 singli, między innymi "You Remind Me" i "Real Love".
What’s the 411? dotarło do szóstego miejsca zestawienia Billboard 200. Album w stanach uzyskał status potrójnej platyny, przyznany przez RIAA. Album otrzymał dobre recenzje w prasie muzycznej. Krytycy chwalą mocny, soulowy głos Blige i połączenie muzyki hip-hop z soulem.

## Lista utworów
1. "Leave a Message" – 3:38
2. "Reminisce" – 5:24
3. "Real Love" – 4:32
4. "You Remind Me" – 4:19
5. "Intro Talk" – 2:17
6. "Sweet Thing" – 3:46
7. "Love No Limit" – 5:01
8. "I Don’t Want to Do Anything" – 5:52
9. "Slow Down" – 4:33
10. "My Love" – 4:14
11. "Changes I’ve Been Going Through" – 5:15
12. "What's the 411?" – 4:13

## Twórcy
- Mary J. Blige – śpiew
- Tabitha Brace – wokal wspierający
- Jamie Brown – dźwiękowiec
- Puffy Daddy – producent muzyczny
- Tony Dofat – producent
- Steven Ett – dźwiękowiec
- Mike Fonda – dźwiękowiec
- Grand Puba – wokal wspierający
- Andy Grassi – dźwiękowiec
- Cedric "K-Ci" Hailey – śpiew
- Dave Hall – perkusja, keyboard, producent
- Andre Harrell – dźwiękowiec
- Kurt Juice – perkusja
- David Kennedy – dźwiękowiec
- Clark Kent – dźwiękowiec
- Billy Lawrence – wokal wspierający
- Little Shawn – wokal wspierający
- Tony Maserati – dźwiękowiec
- Mark Morales – producent, automat perkusyjny
- Darryl Pearson – multiinstrumentalista
- Gordon Picket – programowanie
- L.A. Reid – keyboard, wokal wspierający, producent
- Busta Rhymes – śpiew
- Terri Robinson – wokal wspierający
- C.L. Smooth – keyboard
- DeVante Swing – keyboard, multiinstrumentalista, producent
- Christopher Williams – wokal wspierający

## Single
- You Remind Me – wyd. 23 czerwca 1992
- Real Love – wyd. 25 sierpnia 1992
- Reminisce – wyd. 1992
- Sweet Thing – wyd. 3 kwietnia 1993
- Love No Limit – 18 czerwca 1993